# 柴田四子吉
柴田 四子吉（しばた ししきち、1852年 - 没年不明、幼名：吉次郎）は、日本の大工。

## 来歴
京都出身とされる。1878年（明治11年）のパリ万国博覧会に日本館建築のために渡航。その後京都府土木課営繕掛に勤務した。
1887年（明治20年）よリ内匠寮技手、翌年六等技手となる。
1889年（明治22年）の芝離宮西洋館を、足立鳩吉の下で担当した。
1894年（明治27年）に完成した帝国奈良博物館の工事を担当した。
造家学会の準会員であった。

## 著書・論文
- 『匠工必携』建築書院、1906年
- 「地形ノ説」『建築雑誌』第3巻26号、1889年2月、pp.17-19